# Henryk Tomasik

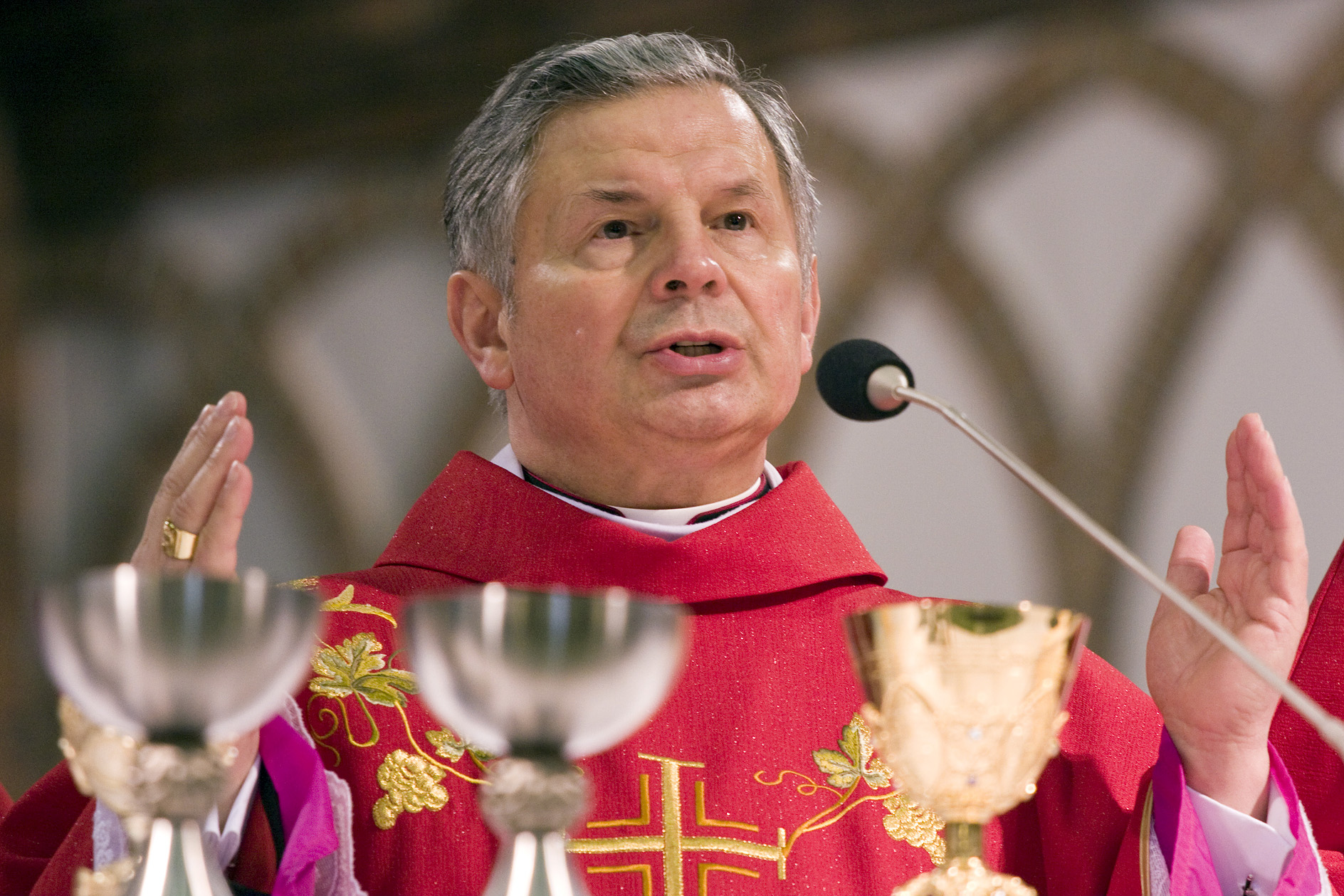
Henryk Tomasik

Henryk Tomasik (* 4. Januar 1946 in Łuków) ist ein polnischer Geistlicher und emeritierter römisch-katholischer Bischof von Radom.

## Leben
Henryk Marian Tomasik entstammt einer Bauernfamilie und besuchte Grundschule und Gymnasium seiner Heimatstadt. Nach dem Abitur trat er in das Priesterseminar Benedikt XV in Siedlce ein. Er studierte Philosophie und Theologie und wurde am 31. Mai 1969 von Bischof Jan Mazur zum Priester geweiht. Nach zwei Jahren in der Seelsorge nahm er 1971 sein Philosophiestudium u. a. bei Kardinal Karol Wojtyla an der Katholischen Universität Lublin wieder auf. 1974 wurde er Dozent am Seminar in Siedlce. Bischof Masur berief ihn 1989 ins Domkapitel von Siedlce.
Am 21. November 1992 ernannte ihn Papst Johannes Paul II. zum Weihbischof in Siedlce und zum Titularbischof von Furnos Minor. Die Bischofsweihe empfing er am 6. Januar 1993 in Rom vom Papst selbst. Mitkonsekratoren waren Erzbischof Giovanni Battista Re, Substitut des Staatssekretariates des Heiligen Stuhls, und Kurienkardinal Justin Francis Rigali, Sekretär der Kongregation für die Bischöfe. Am 19. Januar 1993 wurde er zum Generalvikar des Bistums Siedlce ernannt und war von 1993 bis 1996 Direktor des Instituts für Theologie in Siedlce. Die Vorbereitungen für die Seligsprechung der Märtyrer von Pratulin und der Besuch des Papstes 1999 wurden von ihm geleitet. Er trug auch die Verantwortung für die polnische Jugend bei der Teilnahme an den Weltjugendtagen in Manila (1995), Paris (1997), Rom (2000), Toronto (2002), Köln (2005), Sydney (2008) und Madrid (2011).
Am 16. Oktober 2009 ernannte ihn Papst Benedikt XVI. zum Bischof von Radom. Die feierliche Einführung
in sein neues Bistum erfolgte am 14. November 2009 in der Marien-Kathedrale von Radom.
In der Polnischen Bischofskonferenz war er Mitglied der Kommission für Katholisches Bildungswesen, der Kommission für die Polen im Ausland und Delegierter für die Jugendpastoral.
Papst Franziskus nahm an seinem 75. Geburtstag, dem 4. Januar 2021, sein aus Altersgründen vorgebrachtes Rücktrittsgesuch an.

Wappen als Bischof von Radom

## Wappen
Der Schild zeigt auf rotem Grund das weiß/silberne Christusmonogramm das Chi-Rho zu beiden Seiten die griechischen Buchstaben Alpha und Omega ebenfalls in weiß/silber. Die Farbe Rot steht für das Martyrium (Märtyrer von Pratulin) das P, das Kreuz und Christus und die Buchstaben A und O, ebenfalls Christus der ewige Logos Offb 1,8.
Hinter dem Schild stehend das Bischofskreuz, darüber der grüne Galero (Bischofshut) mit den jeweils sechs herunterhängenden grünen Quasten (fiocchi).
Sein Wahlspruch lautet Adveniat Regnum Tuum (Dein Reich komme).